# Masacre de Gospić
La masacre de Gospić fue la matanza de 100-120 civiles predominantemente serbios en Gospić, Croacia, durante las dos últimas semanas de octubre de 1991, durante la Guerra de Independencia croata. La mayoría de las víctimas eran de etnia serbia, pero también se incluyeron algunos croatas, arrestados en Gospić y en la cercana ciudad costera de Karlobag. La mayoría de ellos fueron arrestados el 16 y 17 de octubre. Algunos de los detenidos fueron llevados al cuartel de Perušić y ejecutados en Lipova Glavica, cerca de la ciudad, mientras que otros fueron fusilados en la zona de Pazarište de Gospić. Los asesinatos fueron ordenados por el Secretario del Cuartel General de Crisis de Lika, Tihomir Orešković, y el comandante de la 118ª Brigada de Infantería de la Guardia Nacional Croata, Teniente Coronel Mirko Norac.
Los asesinatos se conocieron en 1997, cuando un miembro de los paramilitares de Lluvias de Otoño,  habló sobre la participación de la unidad en los asesinatos de civiles en Gospić en una entrevista al Feral Tribune. No se inició ninguna investigación oficial hasta el año 2000, después de que tres ex oficiales de la inteligencia y la policía militar croatas informaron al Tribunal Penal Internacional para la ex Yugoslavia sobre los asesinatos. Cinco de los paramilitares, entre ellos Orešković y Norac, fueron detenidos en 2001 y juzgados. Orešković, Norac y Stjepan Grandić fueron declarados culpables del delito y condenados a 14, 12 y 10 años de prisión, respectivamente, en 2004.

## Antecedentes
En agosto de 1990 se produjo una insurrección en Croacia centrada en zonas de población predominantemente serbia, incluidas partes de Lika, cerca de la ciudad de Gospić, que también tenía una importante población de etnia serbia. Las zonas se denominaron posteriormente SAO Krajina y, tras declarar su intención de integrarse en Serbia, el Gobierno de Croacia declaró estas zonas en rebelión. En marzo de 1991, el conflicto se intensificó hasta llegar a la Guerra de Independencia de Croacia. En junio de 1991, Croacia declaró su independencia al desintegrarse Yugoslavia. Siguió una moratoria de tres meses, después de la cual la decisión entró en vigor el 8 de octubre.
Como el Ejército Popular Yugoslavo (JNA) apoyaba cada vez más a la SAO Krajina y la policía croata no podía hacer frente a la situación, se formó la Guardia Nacional Croata (ZNG) en mayo de 1991. El desarrollo del ejército de Croacia se vio obstaculizado por un embargo de armas impuesto por las Naciones Unidas en septiembre, mientras que el conflicto militar en Croacia siguió intensificándose: la batalla de Vukovar comenzó el 26 de agosto. A finales de agosto los combates se intensificaron también en Lika, incluso en Gospic, donde los combates para controlar la ciudad continuaron durante gran parte de septiembre. Aunque Gospić estaba controlada por fuerzas croatas, permaneció bajo el bombardeo de la artillería serbia después de la batalla. Los combates causaron graves daños a la ciudad y la huida del grueso de su población, tras lo cual sólo quedaron unos 3.000 residentes. Antes de la guerra, Gospić tenía una población de 8.000 habitantes, incluidos 3.000 serbios. Muchos serbios que vivían anteriormente en la ciudad huyeron, pero las autoridades croatas los instaron a regresar a través de emisiones de televisión y radio.
Cuando la población civil comenzó a regresar a finales de septiembre, el jefe de policía de Gospić, Ivan Dasović, propuso que se elaborara una lista de los serbios que regresaban, aparentemente por motivos de seguridad. Según Ante Karić, Presidente del Cuartel General de Crisis de Lika (krizni stožer), Dasović temía que los serbios que regresaban pudieran albergar a una quinta columna, lo que socavaba la defensa de la ciudad. Según se informa, Karić se opuso a la medida, pero la lista fue confeccionada el 10 de octubre. El 16 de octubre se preparó una lista similar de serbios que regresaban a la cercana Karlobag.
La policía de Gospić estaba subordinada al control del Cuartel General de Crisis de Lika por orden del entonces Ministro del Interior Ivan Vekić, al igual que la 118ª Brigada de Infantería del ZNG y la policía militar con base en Gospić.  Además, en septiembre se desplegó en Gospić un grupo paramilitar voluntario, apodado "Lluvias de Otoño", controlado por Tomislav Merčep; esta unidad estaba formalmente subordinada al Ministerio del Interior.

## Asesinatos
El Secretario del Cuartel General de Crisis de Lika, Tihomir Orešković, y el oficial al mando de la 118ª Brigada de Infantería, Teniente Coronel Mirko Norac, convocaron una reunión de sus subordinados y ordenaron el arresto de civiles serbios, su posterior detención en el cuartel de Perušić y  sus asesinatos. Las fuentes no están de acuerdo en la fecha exacta de la reunión. Según Dasović, la reunión tuvo lugar el 15 de octubre, aproximadamente a las 21.00 horas, a la que asistió junto con varios otros oficiales. Otras fuentes, incluida la posterior investigación penal y los testigos del juicio, indicaron que la reunión se celebró el 16 o 17 de octubre. Los tribunales que tramitaron el caso, incluido el Tribunal Supremo de Croacia, determinaron que la reunión tuvo lugar el 17 de octubre y que Orešković y Norac ordenaron a los asistentes que ejecutaran a los civiles que habían sido detenidos sobre la base de las listas preparadas. La matanza de civiles en Široka Kula  por paramilitares serbios, que tuvo lugar el 13 de octubre, se utilizó como pretexto para las ejecuciones.
La mayoría de los arrestos ocurrieron el 16-17 de octubre, tanto en Gospić como en Karlobag. Los civiles, especialmente los serbios, fueron llevados a punta de pistola de los refugios antiaéreos a partir del 16 de octubre. Dos días más tarde, los residentes de Gospić fueron testigos de cómo se cargaba a los civiles a bordo de once camiones militares en el mercado de ganado de la ciudad, para no volver a ser vistos nunca más. Al menos diez civiles fueron asesinados en Žitnik, en la zona de Gospić conocida como Pazarište, el 17 de octubre. Las matanzas continuaron en Lipova Glavica, cerca de Perušić, el 18 de octubre, donde 39 o 40 personas fueron ejecutadas por un pelotón de fusilamiento después de haber sido retenidas en el cuartel de Perušić, donde en ese momento tenía su base un batallón de la 118ª Brigada de Infantería. Otros tres civiles serbios fueron detenidos en Gospić y Karlobag el 25 de octubre. También fueron fusilados y sus cuerpos fueron recuperados en la zona de Ravni Dabar el 3 de diciembre. Muchas de las víctimas eran destacados intelectuales serbios, entre ellos médicos, jueces y profesores. Al igual que el resto de los serbios asesinados, eran leales al Estado croata y se negaron a unirse a la República de la Krajina Serbia, lo que hizo que sus ejecuciones fueran aún más atroces. Se cree que las víctimas croatas de la masacre eran disidentes que se oponían a las medidas antiserbias del Estado.

## Consecuencias
La masacre en Gospić fue la más significativa de tales atrocidades cometidas por los croatas durante la guerra. Las fuentes no están de acuerdo en el número total de víctimas mortales de la masacre de Gospić, con estimaciones que van desde casi 100 a 120 muertos. Las cifras oficiales indican que entre 1991 y 1995 desaparecieron un total de 123 personas en la zona de Gospić.
Diez víctimas fueron arrojadas en una fosa séptica y cubiertas con capas de arcilla y escombros de piedra en Gospić, descubiertas más tarde por los investigadores del Tribunal Penal Internacional para la ex Yugoslavia (TPIY) en mayo de 2000, lo que provocó quejas del alcalde de Gospić y protestas callejeras de veteranos croatas. Veinticuatro cadáveres adicionales habían sido quemados y eliminados cerca de Duge Njive, una localidad al este de Perušić, pero fueron recuperados por la 6ª Brigada de la JNA el 25 de diciembre de 1991, examinados y vueltos a enterrar en Debelo Brdo, a 15 kilómetros de Udbina. Dieciocho fueron enterrados en una fosa común mientras que otros seis fueron enterrados individualmente, pero éstos fueron desenterrados y enterrados de nuevo en otro lugar por familiares. La fosa común fue excavada en diciembre de 2000 como parte de una investigación criminal. Los hogares de las víctimas fueron saqueados inmediatamente después por los paramilitares de la unidad "Lluvias de Otoño". En 1992, varios miembros de la unidad fueron encarcelados brevemente por las autoridades croatas, pero fueron puestos en libertad sin cargos.
En septiembre de 1997, el ya desaparecido periódico croata Feral Tribune publicó un detallado relato de un testigo ocular, Miroslav Bajramović, uno de los componentes de "Lluvias de Otoño", que afirmó haber estado involucrado en la realización de la masacre. En su entrevista, Bajramović declaró que la unidad recibió la orden de limpiar étnicamente Gospić. También afirmó que ocasionalmente recibían órdenes de Tomislav Merčep, que había sido aliado del Presidente croata Franjo Tuđman, de "eliminar" a los prisioneros, y que Vekić era plenamente consciente de su tarea. Bajramović y otros tres miembros de la unidad identificados en la entrevista fueron arrestados, mientras que Vekić negó las afirmaciones de Bajramović y los funcionarios del Gobierno croata negaron toda responsabilidad en el asunto. A su vez, el Tribunal Penal Internacional para la ex Yugoslavia pidió información sobre los cuatro. Tudjman culpó de la masacre a los serbios y a los agentes extranjeros. Arrestó brevemente a un líder de la milicia croata relacionado con las matanzas, pero luego lo liberó y lo asignó al Ministerio del Interior.
En 1998, dos oficiales de inteligencia croatas y un oficial de la policía militar, Milan Levar, Zdenko Bando y Zdenko Ropac, se acercaron al TPIY ofreciendo información sobre los acontecimientos. Levar, que fue asesinado posteriormente, fue particularmente valioso como testigo, ya que afirmó haber presenciado la muerte de unas 50 personas en la zona Gospić. Ranko Marijan, el ministro de Justicia de un nuevo gobierno, criticó a sus predecesores y a la policía por no haber seguido el caso, pero las autoridades no protegieron a Levar, que fue asesinado por un coche bomba el 30 de agosto de 2000. La investigación de los asesinatos en Gospić fue un factor que contribuyó a la crítica de los esfuerzos del gobierno por parte de siete generales en servicio activo y cinco generales croatas retirados que publicaron la Carta de los Doce Generales haciendo pública su queja. Eso llevó al despido de los siete oficiales en servicio activo, incluyendo al Presidente Stjepan Mesić. El grupo incluía a Norac, que tenía el rango de general de división desde septiembre de 1995.

### Juicio de Orešković et al.
A finales de 2000 se inició una investigación oficial de los asesinatos en Gospić y en febrero de 2001 se dictaron órdenes de detención contra Orešković, Norac, Stjepan Grandić, Ivica Rožić y Milan Čanić. Norac eludió el arresto durante dos semanas, convencido de que las autoridades tenían la intención de extraditarlo al Tribunal Penal Internacional para la ex Yugoslavia. Los familiares de Grandić, Rožić y Čanić, ayudados por los residentes de Gospić, intentaron impedir que la policía los detuviera rodeando las camionetas policiales enviadas para transportar a los acusados a la custodia. La oposición a la acusación culminó con una protesta callejera de 150.000 personas en Split el 11 de febrero. Las protestas se repitieron en Zagreb, donde fueron 13.000 manifestantes. Norac cedió el 21 de febrero después de recibir garantías de que sería juzgado en Croacia y no por el Tribunal Penal Internacional para la ex Yugoslavia.
El 5 de marzo se presentó una acusación formal, acusando a los cinco del asesinato de 50 civiles en Gospić y Karlobag. El caso se juzgó en el Tribunal del Condado de Rijeka, e incluyó el testimonio de 120 testigos en el tribunal de Rijeka, 18 supervivientes de los ataques de 1991 en Gospić que testificaron en Belgrado, y dos ciudadanos croatas que huyeron a Alemania temiendo por su propia seguridad. Uno de estos dos, de apellido Ropac, se negó a testificar porque desconfiaba de las garantías gubernamentales sobre su seguridad. En marzo de 2003, el Tribunal declaró a los acusados culpables; Orešković fue condenado a 15 años de prisión, mientras que Norac fue condenado a 12 años de prisión. Grandić fue encarcelado por un período de 10 años. Rožić y Čanić fueron absueltos por falta de pruebas en su contra. En última instancia, el caso fue apelado hasta el final ante el Tribunal Supremo de Croacia en 2004, que confirmó las condenas en primera instancia de Orešković, Norac y Grandić, así como las absoluciones de Rožić y Čanić. Un análisis de BBC News afirmó que los juicios indicaban la voluntad del Gobierno de Croacia de ocuparse de los crímenes de guerra cometidos por sus nacionales, tras un largo período de inactividad descrito por el juez del Tribunal del condado de Rijeka, Ika Šarić, como una "conspiración de silencio".
Bajramović y otros cuatro miembros de su unidad fueron condenados en un caso no relacionado de asesinato y abuso de civiles serbios y croatas cometido en Poljana, cerca de Pakrac, en 1991. Fueron condenados a penas de prisión de entre tres y doce años. A partir de 2013, Merčep está siendo juzgado por responsabilidad de mando en crímenes de guerra cometidos en Poljana.